# Bardmoor
Bardmoor ist  ein census-designated place (CDP) im Pinellas County im US-Bundesstaat Florida. Das U.S. Census Bureau hat bei der Volkszählung 2020 eine Einwohnerzahl von 9.852 ermittelt. 

## Geographie
Bardmoor grenzt im Osten direkt an die Stadt Pinellas Park und liegt rund 5 km südlich von Clearwater sowie etwa 20 km westlich von Tampa. 

## Demographische Daten
Laut der Volkszählung 2010 verteilten sich die damaligen 9732 Einwohner auf 4522 Haushalte. Die Bevölkerungsdichte lag bei 1707,4 Einw./km². 88,7 % der Bevölkerung bezeichneten sich als Weiße, 2,6 % als Afroamerikaner, 0,6 % als Indianer und 4,3 % als Asian Americans. 1,7 % gaben die Angehörigkeit zu einer anderen Ethnie und 2,1 % zu mehreren Ethnien an. 7,3 % der Bevölkerung bestand aus Hispanics oder Latinos.
Im Jahr 2010 lebten in 28,9 % aller Haushalte Kinder unter 18 Jahren sowie 32,2 % aller Haushalte Personen mit mindestens 65 Jahren. 67,1 % der Haushalte waren Familienhaushalte (bestehend aus verheirateten Paaren mit oder ohne Nachkommen bzw. einem Elternteil mit Nachkomme). Die durchschnittliche Größe eines Haushalts lag bei 2,47 Personen und die durchschnittliche Familiengröße bei 2,94 Personen.
23,4 % der Bevölkerung waren jünger als 20 Jahre, 21,0 % waren 20 bis 39 Jahre alt, 31,0 % waren 40 bis 59 Jahre alt und 24,8 % waren mindestens 60 Jahre alt. Das mittlere Alter betrug 44 Jahre. 47,9 % der Bevölkerung waren männlich und 52,1 % weiblich.
Das durchschnittliche Jahreseinkommen lag bei 48.504 $, dabei lebten 17,2 % der Bevölkerung unter der Armutsgrenze.